# 충주금릉초등학교
충주금릉초등학교는 충청북도 충주시에 있는 공립 초등학교이다.

## 학교 연혁
- 2001년 12월 1일: 금능초등학교 설립 인가.
- 2006년 3월 1일: 개교
- 2006년 9월 1일: 27학급으로 편성
- 2007년 3월 6일: 충주금릉초등학교 병설 유치원 개원
- 2007년 5월 4일: 충주금릉초등학교로 개명
- 2011년 3월 1일: 37학급으로 편성(특수학급포함)
- 2011년 10월 29일: 충북 컴퓨터 꿈나무 축제 우수학교 선정
- 2011년 12월 5일: 방과후교육 우수학교 대상 수상
- 2012년 12월 18일: 2012 충주 Best 학교상 수상 (정보부문)
- 2013년 11월 18일:

```
전국소년체육대회 우수학교 표창
```

- 2015년 1월 27일: 충주교육대상수상(학교경영으뜸교)
- 2015년 3월 1일: 36학급으로 편성(특수학급포함)
- 2019년 12월: 3층에 나무놀이터 개방
- 2021년 3월: 4층에 열린도서관 개방
- 2021년 9월 15일4층에 도서관 리모델링 밎 재개방
- 2021년 10월 14일 운동장 새로 놀이터 완공 및 개방
- 2026년 3월 1일 개교 20주년

## 참고 자료
- 충주금릉초등학교 - 한국교육학술정보원 학교알리미